# Der Spiegel (online)
Der Spiegel ist eine deutsche Nachrichtenwebsite. Sie wurde am 25. Oktober 1994 vom Nachrichtenmagazin Der Spiegel als redaktionell unabhängiges Web-Angebot mit dem Namen Spiegel Online (kurz SPON) gegründet und am 8. Januar 2020 in Der Spiegel umbenannt, nachdem am 1. September 2019 die Redaktion mit der des Nachrichtenmagazins zusammengelegt worden war. Betrieben wird sie von einer Tochtergesellschaft des Spiegel-Verlags, weshalb sie rechtlich und wirtschaftlich weiterhin vom Nachrichtenmagazin getrennt ist. Sie gehörte 2020 zu den fünf reichweitenstärksten Nachrichtenportalen in Deutschland.

## Wirtschaftliche Grundlagen
Betreibergesellschaft des Nachrichtenportals ist die Der Spiegel GmbH & Co. KG, die bis August 2018 als Spiegel Online GmbH firmierte und bis August 2019 als Spiegel Online GmbH & Co. KG. An der Der Spiegel GmbH & Co. KG ist die Spiegel-Verlag Rudolf Augstein GmbH & Co. KG mit 99,99 Prozent beteiligt und die Spiegel Beteiligungsmanagement GmbH mit 0,01 Prozent.
Spiegel Online machte 2006 bei einem Umsatz von 15 Millionen Euro zwei Millionen Euro Gewinn. Für das Jahr 2011 belief sich der Werbeumsatz laut Zeit Online auf ungefähr 30 Millionen Euro bei einem Ertrag von über 10 %. Horizont rechnete für 2013 mit einem zweistelligen Erlös- und Ergebniszuwachs und mit einem Umsatz von über 35 Millionen Euro. 2016 kamen über 80 % der Einnahmen aus Werbung und 20 % aus dem Verkauf von Inhalten.

## Reichweite
Nach Angaben der Arbeitsgemeinschaft Online Forschung (AGOF) frequentierten im Januar 2017 monatlich etwa 19 Millionen Nutzer das Online-Nachrichtenportal Spiegel Online. Damit erzielte die Seite damals im deutschsprachigen Raum hinter Bild.de und Focus Online unter den Online-Nachrichtenportalen die drittgrößte Reichweite. Im Dezember 2019 lag Spiegel Online noch auf Platz 2 der reichweitenstärksten Nachrichtenportale in Deutschland. Nach den IVW-Zahlen für April 2020 liegt Der Spiegel auf dem fünften Platz nach Bild.de, t-online.de, n-tv.de und Focus Online.
Entwicklung der Besucherzahlen
Die Besucherzahlen des Nachrichtenportals Der Spiegel sind nach IVW-Zählung bis 2015 sehr stark angestiegen, seitdem verlangsamt sich das Wachstum. Im Januar 2022
wurden für Der Spiegel 221,3 Mio. Besuche der Internetseite gezählt, bei denen im Mittel 2,82 Seiten abgerufen wurden.

## Redaktion
Bis zur Fusion der Redaktionen von Nachrichtenmagazin und Nachrichtenportal am 1. September 2019 bestand die Redaktion von Spiegel Online nach eigenen Angaben aus 160 Redakteuren. Neben dem Stammsitz in Hamburg gab es ein Hauptstadtbüro in Berlin mit 16 Redakteuren. Auslandskorrespondenten waren an den Standorten Brüssel, Moskau, New York, Sydney, Washington und Wien vertreten. Darüber hinaus schrieben auch Redakteure des gedruckten Spiegels für das Online-Angebot und Online-Redakteure für die Print-Ausgabe. Die Redaktion nutzte die Nachrichtenagenturen AFP, AP, Dow Jones, dpa, Reuters und sid.
Ab dem 1. Dezember 2000 war Mathias Müller von Blumencron Chefredakteur von Spiegel Online, der am 5. Februar 2008 zusammen mit Georg Mascolo Chefredakteur des Spiegels wurde. Ab dem 27. Mai 2008 führten Wolfgang Büchner und Rüdiger Ditz die Redaktion von Spiegel Online gemeinsam, bis Büchner am 1. Juli 2009 zur dpa wechselte und Ditz alleiniger Chefredakteur wurde. Am 21. Februar 2011 übernahm Müller von Blumencron die Leitung aller digitalen Spiegel-Angebote einschließlich Spiegel Online und Mascolo die Verantwortung für das gedruckte Nachrichtenmagazin. Am 9. April 2013 wurden Mascolo und Müller von Blumencron „wegen unterschiedlicher Auffassungen zur strategischen Ausrichtung mit sofortiger Wirkung abberufen und beurlaubt“. Vom 1. September 2013 bis zum 31. Dezember 2014 war Wolfgang Büchner Chefredakteur des Spiegels und von Spiegel Online. Am 13. Januar 2015 wurde Florian Harms Chefredakteur von Spiegel Online und Klaus Brinkbäumer Chefredakteur des Spiegels und Herausgeber von Spiegel Online. Am 6. Dezember 2016 wurde Harms durch Barbara Hans ersetzt.
2011 wurden tägliche Kolumnen eingeführt. Sie schrieben Sibylle Berg (Januar 2011 bis Januar 2023), Sascha Lobo (seit Januar 2011), Jan Fleischhauer (Januar 2011 bis Juni 2019), Jakob Augstein (Januar 2011 bis Oktober 2018), Georg Diez (Januar 2011 bis September 2018), Steffi Kammerer (Januar 2011 bis Mai 2011), Wolfgang Münchau (November 2011 bis Januar 2016), Silke Burmester (Dezember 2011 bis März 2014), Margarete Stokowski (seit Oktober 2015), Thomas Fricke (seit April 2016), Christian Stöcker (seit September 2016), Ferda Ataman (April 2018 bis Februar 2020), Thomas Fischer (seit August 2018), Stefan Kuzmany (November 2018 bis Februar 2020), Samira El Ouassil (seit Februar 2020), Nikolaus Blome (seit Mai 2020), Franziska Augstein (seit Januar 2021) und Bettina Gaus (April bis kurz vor ihrem Tod im Oktober 2021).

## Geschichte

Logo bis Januar 2020

Das Nachrichtenportal ging am 25. Oktober 1994 unter dem Namen Spiegel Online online. Damit war Der Spiegel das weltweit erste Nachrichtenmagazin im Internet. Einen Tag später folgte das Time-Magazin. Allerdings wurde die Internetadresse www.spiegel.de erst ein Jahr später genutzt. Zuvor war Spiegel Online unter http://hamburg.bda.de:800/bda/nat/spiegel/ oder unter http://muenchen.bda.de/bda/nat/spiegel/ zu erreichen. Das Startangebot hatte mit den späteren Versionen wenig gemein. Anfangs wurde die Website mit ausgewählten Artikeln aus dem gedruckten Spiegel bestückt. 1995 erschienen dann in der Rubrik „Scanner“ erstmals speziell für das Internetangebot verfasste Artikel. Aktuelle Berichterstattung gab es seit 1996, als das Design der Website erneut überarbeitet wurde.
Die Trojan-Room-Kaffeemaschine, das erste per Webcam überwachte Objekt der Welt, wurde 2001 durch Spiegel Online ersteigert und im Redaktionsbüro wieder in Betrieb genommen.
2006 wurde sie dem Heinz Nixdorf MuseumsForum in Paderborn als Dauerleihgabe zur Verfügung gestellt.
Seit Oktober 2004 bot Spiegel Online den Spiegel auch als kostenpflichtige elektronische Zeitung an. Im selben Monat startete eine Rubrik mit englischsprachigen Artikeln. Seit Frühjahr 2006 besteht ein Video-on-Demand-Angebot.
Ab Oktober 2006 gab es eine eigenständige Satire-Redaktion, ehemals unter Leitung von Martin Sonneborn, die auf Spiegel Online die Rubrik „Spam“ füllte. Die Satire-Rubrik wurde im August 2016 eingestellt.
Im Oktober 2007 wurde das Zeitgeschichte-Portal einestages gestartet, das ab März 2014 als reguläres Ressort von Spiegel Online fortgeführt wurde und im Januar 2020 zugunsten eines neuen Geschichtsressorts eingestellt wurde. Von April 2008 bis Dezember 2017 wurde im Rahmen einer Kooperation mit dem Kicker das Videoangebot kicker.tv auf Spiegel Online ausgestrahlt.
Von April 2010 bis Februar 2012 bestand eine Kooperation mit Legal Tribune Online, bei der Inhalte von beiden Seiten gegenseitig eingebunden wurden und Spiegel QC die Werbevermarktung von Legal Tribune Online übernahm. Ab Januar 2011 kooperierte Spiegel Online mit dem Medienunternehmen Vice und strahlte deren Videoreportagen aus.
Am 4. Juni 2013 wurde die Website umgestaltet. In der Hauptspalte wurden nun die wichtigsten Nachrichten aus der aktuellen Printausgabe aufgeführt und das kostenpflichtige E-Paper verlinkt. Ab dem 27. Juni 2016 wurden unter der Marke Spiegel Plus einzelne Artikel des Spiegels und von Spiegel Online auf Spiegel Online zum Kauf angeboten und am 16. Mai 2017 startete die von Spiegel und Spiegel Online gemeinsam herausgegebene digitale Abendzeitung Spiegel Daily. Zum 28. Mai 2018 wurden Spiegel Plus, Spiegel Daily und die digitale Ausgabe des Spiegels zu Spiegel+ zusammengelegt. Die Marke Spiegel Daily wurde anschließend für einen täglichen Newsletter benutzt, der im Januar 2020 in Die Lage am Abend umbenannt wurde.
Am 8. Januar 2020 wurden die Website und die Apps umbenannt und umgestaltet. Seitdem treten das gedruckte Nachrichtenmagazin und das Online-Nachrichtenportal beide unter dem Namen Der Spiegel und in einheitlicher Gestaltung auf, nachdem die Redaktionen bereits am 1. September 2019 in einer Gemeinschaftsredaktion vereint wurden.

## Archiv
Ab 2002 waren Abrufe von Archiv-Beiträgen durch eine Paywall zunächst kostenpflichtig. 2007 wurden Artikel der letzten zwei Jahre kostenlos abrufbar. Am 13. Februar 2008 wurden alle seit 1947 erschienenen Artikel des gedruckten Spiegel im gemeinsam mit der Bertelsmann-Tochter Wissen Media Group (Wissen Media Verlag und damals wissen.de) gegründeten Portal Spiegel Wissen kostenlos verfügbar. Auch Inhalte der Bertelsmann-Lexika und -Wörterbücher und Artikel der deutschsprachigen Wikipedia waren darüber abrufbar.
Mit einem Relaunch im August 2009 wurden die Inhalte aus Spiegel Wissen in die Suchergebnisse und die neu geschaffenen Themenseiten bei Spiegel Online integriert, die Subdomain wissen.spiegel.de wird seit Dezember 2009 nicht mehr genutzt.
Der Bundesgerichtshof (BGH) hat in einer Entscheidung (Az.: VI ZR 243/08 und VI ZR 244/08) vom 9. Februar 2010 bestimmt, dass im Archiv von Der Spiegel (damals noch Spiegel Online) weiterhin Artikel gespeichert werden dürfen, in denen bei schweren Straftaten die Täter mit Namen genannt werden. Das Recht auf freie Meinungsäußerung und das Recht der Öffentlichkeit auf Information habe Vorrang vor den Persönlichkeitsrechten der Kläger. Vorhandene Bilder gehörten zu den Zeugnissen der Zeitgeschichte.

## Kritik
Im April 2019 startete Spiegel Online das Projekt Globale Gesellschaft, bei dem Reporter aus Asien, Afrika, Lateinamerika und Europa über Ungerechtigkeiten in einer globalisierten Welt, gesellschaftspolitische Herausforderungen und nachhaltige Entwicklung berichten. Die Bill & Melinda Gates Foundation unterstützte das Projekt im Dezember 2018 mit 2,5 Millionen US-Dollar und im Oktober 2021 mit 2,9 Millionen US-Dollar. Wegen dieser Zahlung zweifelte Oliver Neß in M – Menschen Machen Medien die journalistische Unabhängigkeit eines Berichts des Spiegel-Printmagazins über das Kerntechnikunternehmen TerraPower an, bei dem Bill Gates Mehrheitseigentümer ist.
Während das Spiegel-Statut im Jahre 1949 noch erklärte, dass alle im Spiegel verarbeiteten und verzeichneten Nachrichten, Informationen, Tatsachen unbedingt zutreffen müssen, „jede Nachricht und jede Tatsache ist […] peinlichst genau nachzuprüfen...“, gilt das für die Onlineausgabe nicht mehr: „Ein Verzicht auf eine solche Prüfung kommt allerdings bei Texten, die ausschließlich online publiziert werden, häufig vor: Die Dokumentation kann aufgrund der großen Zahl an aktuellen Texten nur einen Teil davon prüfen.“ Dies erklärten die Herausgeber nach der Veröffentlichung dreier Artikel mit Fehlinformationen zum letztlich nicht nachgewiesenen Tod eines Flüchtlingskindes an der EU-Außengrenze.

## Forum und Kommentarfunktion
Im Forum hatten die Nutzer die Möglichkeit, Kommentare zu Artikeln zu veröffentlichen, ähnlich den Leserbriefen in einer Zeitung. Ein Link zum Forum befand sich unterhalb der Überschrift, ein weiterer am Seitenende. Die Kommentare wurden nach den Regeln einer hauseigenen Netiquette redaktionell geprüft und danach chronologisch geordnet wiedergegeben. Über eine sogenannte Flagfunktion konnten zweifelhafte Kommentare gemeldet werden.
Eine Analyse des Kommentarbereichs von Spiegel Online zwischen Mai 2014 und Dezember 2016 ergab im Durchschnitt etwa 70 Prozent kommentierbare Spiegel-Online-Artikel. Der Anteil sank zeitweilig jedoch zwischen Mitte 2015 und März 2016 von fast 80 Prozent kommentierbaren Artikel auf nahezu 50 Prozent. Kommentarsperrungen sind häufig bei Artikeln mit den Themen Terrorismus, Flüchtlinge, Justizberichterstattung, Kriminalität, Nahostkonflikt und Israel.
Bei der Umgestaltung der Website am 8. Januar 2020 wurde auch ein neuer Kommentarbereich eingeführt. Die alten Kommentare wurden aus technischen Gründen nicht übernommen und sind daher online nicht mehr abrufbar.
Ab dem 19. Juli 2023 war das Kommentieren nur noch möglich unter für  Abonnenten freigeschalteten Plus-Inhalten, unter Meinungstexten wie Kommentaren und Essays, unter dem täglichen Leitartikel, unter den Texten von Kolumnisten, unter den täglichen Newsletterformaten Lage am Morgen und Lage am Abend und unter ausgewählten weiteren Beiträgen.
Am 5. Dezember 2023 wurde die Möglichkeit, Artikel zu kommentieren, komplett abgeschafft.

## Bento (2015–2020)

Logo ab Oktober 2019

Logo bis Oktober 2019

Mit dem Format Bento wurde am 1. Oktober 2015 ein Angebot gestartet, mit dem die Zielgruppe der 18- bis 30-Jährigen erreicht werden sollte. Die eigenständige Redaktion wurde zunächst von Frauke Lüpke-Narberhaus und Ole Reißmann geleitet, die am 1. September 2019 von Viktoria Bolmer und Julia Rieke abgelöst wurden.
Umstritten innerhalb des Spiegel-Verlags war hierbei die Verwendung der Werbeform Native Advertising, bei der sich Werbebeiträge nicht optisch von redaktionellen Beiträgen unterscheiden. Die Werbebeiträge wurden von Bento-Mitarbeitern für Werbekunden verfasst und im Bento-Layout veröffentlicht. Sie wurden nicht als Werbung oder Anzeige bezeichnet, sondern lediglich mit einem grünen Rahmen und einer Markierung als „Sponsored Post“ gekennzeichnet. Noch 2014 wurde Native Advertising in einem Spiegel-Artikel als „bewusste Irreleitung der Leser“ und „riskanter Tausch von Glaubwürdigkeit gegen Geld“ bezeichnet. Werbung, die aussieht wie ein Text der Redaktion, wurde für den Spiegel ausgeschlossen.
Am 16. Oktober 2019 fand ein umfassender Relaunch statt, bei dem Bento optisch und inhaltlich an den Spiegel herangeführt wurde. Außerdem wurde für 2020 der Start der Printbeilage Bento Start angekündigt, die als Nachfolger des Uni Spiegels vierteljährlich den Studentenabos beigelegt und an Universitäten verteilt werden sollte. Am 10. Juni 2020 gab der Spiegel-Verlag bekannt, dass Bento im Herbst eingestellt und durch das neue Angebot Spiegel Start ersetzt wird. Spiegel Start behandelt als Teil des Ressorts Job und Karriere die Themen Studium und Jobeinstieg. Es ist im Gegensatz zu Bento in das Bezahlangebot Spiegel+ eingebunden. Beim nachhaltig in die Verlustzone geratenen Bento erschienen dem Spiegel-Verlag zusätzliche Erlöse durch Bezahlmodelle nicht realistisch. Eine gleichnamige Printbeilage soll vierteljährlich dem Spiegel beigelegt und an Universitäten verteilt werden. Am 29. September 2020 wurde Bento durch Spiegel Start abgelöst.

## Podcasts
Seit März 2017 werden wieder Podcasts angeboten, nachdem von 2006 bis 2007 mit Urlaub für die Ohren ein erster Versuch in diesem Bereich unternommen worden war. Im November 2017 wurde zusammen mit Audible der kostenpflichtige Podcast Sagen, was ist gestartet und im September 2019 der dreimal täglich erscheinende Nachrichten-Podcast Spiegel Update.
Darüber hinaus produziert Der Spiegel seit 2023 mehrere themenspezifische Produktionen, die etwa sich mit dem Kollaps der Kryptowährungsplattform FTX, dem Anschlag auf die Nord-Stream-Pipelines und der russischen IT-Firma Vulkan befassen, die für digitale Attacken verantwortlich sein soll.